# Ruspolia paraplesia
Ruspolia paraplesia is een rechtvleugelig insect uit de familie sabelsprinkhanen (Tettigoniidae). De wetenschappelijke naam van deze soort is voor het eerst geldig gepubliceerd in 1907 door Karny.